# 渤海证券
渤海证券股份有限公司，简称渤海证券，前身是成立于2001年6月8日的渤海证券有限责任公司，公司注册在天津市滨海新区泰达MSD，办公总部位于天津市南开区宾水西道8号，是唯一一家注册在天津市的综合类证券公司。在证监会公布的2016年证券公司分类结果中，渤海证券被评为BBB级。

## 历史沿革
2000年，渤海证券开始成立筹备工作。12月27日，中国证监会下发《关于渤海证券有限责任公司筹建方案的批复》，同意渤海证券有限责任公司的筹建方案。
2001年，天津市国际信托投资公司、天津信托投资公司、天津北方国际信托投资公司、天津滨海信托投资有限公司等四家信托机构的证券营业部与天津证券有限责任公司合并重组为渤海证券有限责任公司。2001年4月，证监会出具《关于同意渤海证券有限责任公司开业的批复》，同意渤海证券有限责任公司开业，注册资本为23.17亿元。2001年6月8日，渤海证券正式开业。
2008年5月，中国证监会批复核准渤海证券有限公司整体改制变更为股份有限公司，变更后公司名称为渤海证券股份有限公司，注册资本为人民币22.3亿元。2008年7月23日，渤海证券股份有限公司完成工商变更登记。
2013年4月，渤海证券出资30000万元在深圳前海注册成立渤海创富证券投资有限公司。
2016年初，渤海证券在资产管理总部和基金管理总部的基础上成立了资产管理及基金子公司渤海汇金证券资产管理有限公司，并于2016年8月正式挂牌成立。9月初，渤海证券股东泰达股份披露渤海证券已经启动A股上市计划。
2021年7月24日，中国证券监督管理委员会发布《2021年证券公司分类结果》，其中渤海证券被评为BBB级，较2020年的A级持平。

## 违法违规事件

### 擅自挪用客户资金
2004年，渤海证券上海延安西路营业部原总经理胡知侬动用大量客户资金托盘，遭法院判处赔偿客户1000万元及相应利息。2010年，渤海证券上海定西路证券营业部总经理史兴辉、副总经理钱东升，为客户加杠杆造成被强制平仓，实际损失超过1亿元。

### 会计违规遭财政部处罚
2008年，财政部检查时发现渤海证券出现没有真实经济业务事项的票据报销费用、跨期列支费用以及企业所得税税前扣除不合规少缴企业所得税等违法违规行为，会计核算违规问题金额达5112万元，财政部对其进行了处罚。

### 高管人员内幕交易案件
2006年底，渤海证券公司的大股东计划收购一家上市公司，并通过资产重组实现证券公司借壳上市。经过前期筹备，2007年1月18日，渤海证券大股东和中介机构确定了拟收购上市公司的目标和方案，通知渤海证券总裁助理兼董事会秘书金某联系目标上市公司的相关人员。1月23日，上市公司停牌前连续两个交易日该公司股票涨停。中国证监会调查发现，作为内幕信息知情人金某通过以其岳母名义开立证券账户，利用内幕消息交易并获利2万余元，买入股票的网上交易IP地址为北京地区，卖出股票的网上交易IP地址为渤海证券所属。2009年，证监会对渤海证券总裁助理金某及其配偶余某在渤海证券运作借壳上市期间发生的内幕交易行为依法做出行政处罚，决定没收内幕交易违法所得并处等值罚款。

### 遭到谴责
2010年4月27日，上市不到三年半时间的高新张铜因连续三年亏损而暂停上市，成为中小板开板以来首家暂停上市企业。作为高新张铜的保荐人，渤海证券投资银行部的王振刚和张嘉棋被证监会给予“通报批评处分”。

### 资产管理产品违规、适当性管理失职
2015年，渤海证券在没有募集足够的次级资金的情况下强行违规发行资产管理计划，让客户承担了巨大利息成本，却没有及时如实告知客户相关情况，造成客户资金巨亏。该资管产品的杠杆达到了24倍，违反中国证券业协会2014年发布的《关于进一步规范证券公司资产管理业务有关事项的补充通知》中关于“权益类产品初始杠杆倍数应不超过5倍，其他产品初始杠杆倍数应不超过10倍”的规定。
2017年9月，中国证监会天津监管局认定渤海证券未向客户全面、准确介绍产品特点、风险收益特征以及讲解有关业务规则和集合资产管理合同内容；未按照合同约定向投资人寄送对账单；客户适当性管理未勤勉尽责，连发三封监管函，对渤海证券资产管理总部总经理周磊、资产管理业务总监黄绳宇以及资产管理总部高级项目经理杜鹏采取监管谈话。

### 从业人员管理不当
2016年3月27日，证监会因渤海证券未严格按照要求对基金从业人员投资基金的行为进行管理，对公募基金业务投资管理人员的合规培训时间少于20小时，对渤海证券开出行政监管措施决定书，责令其改正。

### 信息披露违规
2017年3月28日，全国中小企业股份转让系统发布公告称，因渤海证券信息披露违规，拟对渤海证券取约见谈话的自律监管措施。

### 营业部总经理单位行贿罪、在职坐牢
2019年9月，中国基金报等媒体报道，渤海证券重庆建新东路证券营业部总经理代正琼，利用渤海证券工作人员身份，贿赂国家工作人员，向重庆高管行贿265万和两块劳力士手表，并伙同浙商证券上海固定收益部原总经理曹海兵违规搞“副业”，三年套取国有企业2000多万元中介费。最终，因单位行贿罪被捕，但服刑期间仍在渤海证券任职，直至2019年6月才办理离职备案。

## 逸闻
2017年5月19日，在中国证监会发布处罚决定时，香港万得通讯社将“国海证券”误报为“渤海证券”，称证监会谴责渤海证券内部管理混乱，拟拟对渤海证券暂停资产管理产品备案一年、暂停新开证券账户业务一年，暂不受理债券承销业务一年。大量媒体转发此消息。事后，渤海证券发表声明进行澄清。万得通讯社发表了致歉声明。